# Jumeaux Kray
Les frères jumeaux Ronald « Ronnie » Kray (24 octobre 1933 – 17 mars 1995) et Reginald « Reggie » Kray (24 octobre 1933 – 1er octobre 2000) sont des gangsters britanniques, originaires du quartier de Hoxton à Londres, et des personnages marquants du crime organisé dans l'East End de Londres dans les années 1950 et 1960.

## Biographie
Ils naissent à un quart d’heure d’intervalle, dans Stean Street à Hoxton, un quartier malfamé, d'un père alcoolique, Charles, déserteur pendant la Première Guerre mondiale devenu receleur/chiffonnier, et d'une mère, Violet. Leur frère aîné Charles, né sept ans plus tôt, devient un temps marin dans la Royal Navy avant de finir truand.
Les frères Kray se font d'abord une bonne réputation de boxeurs professionnels dans la catégorie des poids légers, passion transmise par leur grand-père, Jimmy « Cannonball » Lee, lui-même boxeur dans la même catégorie dans la période d'avant-guerre. Durant leurs courtes carrières chez les pros, c'est Reggie qui s'en tire le mieux, restant invaincu dans tous ses combats.
Une bagarre à la sortie du Barrie's Dance Hall sur Narrow Way dans le quartier d'Hackney leur vaut un premier séjour en maison de correction et met fin à leur carrière de boxeurs.
Avec leur gang, « The Firm », les jumeaux Kray ont commis des braquages à main armée, incendies, rackets, agressions, et les meurtres de Jack « The Hat » McVitie et George Cornell. Craints et respectés dans leur milieu, ils sont devenus si célèbres qu'ils ont eu droit à une interview télévisée.
En parallèle, ils étaient gérants de boîtes de nuit et ont ainsi fréquenté des célébrités, notamment Frank Sinatra. Ils finirent par être arrêtés en 1968 et condamnés à la prison à vie en 1969. Ronnie Kray succombe à une attaque cardiaque le 17 mars 1995 dans l'asile où il était enfermé, ayant reçu un diagnostic de schizophrénie paranoïde. Quant à son frère Reginald, il fut libéré de prison en 2000 du fait de son état de santé, souffrant d'un cancer à un stade très avancé. Ne lui restant que peu de temps à vivre, il obtint des autorités supérieures la faveur de mourir entouré de ses proches. Reggie décéda deux mois plus tard.
En 1965, Reginald épouse Frances Shea (1943-1967),, qui se suicide deux ans après leur mariage. En 1997, il épouse en prison Roberta Jones.

## Dans la culture populaire

### Au cinéma et à la télévision
- 1970 : Piranha Brothers (sketch TV saison 2 épisode 1 de Monty Python's Flying Circus : Dinsdale) de Ian MacNaughton
- 1990 : The Krays de Peter Medak avec Gary Kemp et Martin Kemp
- 2010 : Whitechapel (TV saison 2 épisodes 1, 2 et 3) de David Evans
- 2015 : Legend de Brian Helgeland avec Tom Hardy
- 2016 : La légende des Kray (en) (The Rise of the Krays) et La chute des frères Krays (en) (The Fall of the Krays), de Zackary Adler avec Simon Cotton, Kevin Leslie, Phil Dunster et Nicola Stapleton
- 2018 : The Grand Tour : dans l'épisode 6 de la saison 2, Jeremy Clarkson mentionne les frères Kray.

### Musique et littérature
Les jumeaux Kray sont pour la première fois mentionnés dans la chanson The Last of the Famous International Playboy de Morrissey en 1992. En 1996, le titre Charmless Man du groupe britannique Blur évoque Ronnie Kray auquel le protagoniste de la chanson aurait aimé être comparé, en vain. Puis, ils sont à deux reprises évoqués dans la chanson London Song de Ray Davies, des Kinks, dans son album Story Teller en 1998. The Libertines se réfèrent aux jumeaux Kray comme « deux hommes douteux sur Vallance Road » dans Up the Bracket en 2002. Enfin, le nom de Reggie Kray apparait à la fin de la chansons Colossus (2018) du groupe de punk rock Idles.
En littérature, l'auteur espagnol Javier Marías évoque à plusieurs reprises[réf. souhaitée] l'influence directe probable des jumeaux Kray sur la formation initiale de l'un de ses personnages récurrents, le trouble Bertram Tupra — un haut responsable d'une officine noire du MI6 —, apparaissant dans cinq de ses livres les plus importants : les trois tomes de Ton visage demain, parus de 2002 à 2007 ; le diptyque Berta Isla (2017) et Tomás Nevinson (2021). Tony Sanchez, L'auteur du livre Up and down with the Rolling Stones (Jusqu'au fond de l'abîme avec les ROLLING STONES dans sa version française) mentionne les "deux jumeaux qui faisaient la loi dans l'East End.